# Melkitiska grekisk-katolska kyrkan
Melkitiska grekisk-katolska kyrkan (arabiska: كنيسة الروم الملكيين الكاثوليك, grekiska: Μελχιτική Ελληνική Καθολική Εκκλησία) är en östkatolsk självbestämmande delkyrka i Levanten som står i full kyrkogemenskap med den romersk-katolska kyrkan under påvens ledning. Synlig ledare för kyrkan är, förutom påven, den grekisk-melkitiske katolske patriarken, med säte i Damaskus, Syrien. Nuvarande[när?] patriark är Gregorius III Laham. Delkyrkans melkitiska rit är en form av bysantinsk liturgi.

### Fotnoter
1. ↑  Faulk (2007), pp. 9-10
2. ↑  Ronald Roberson. ”The Eastern Catholic Churches 2010”. Catholic Near East Welfare Association. Arkiverad från originalet den 23 september 2015. https://web.archive.org/web/20150923222256/http://www.cnewa.org/source-images/Roberson-eastcath-statistics/eastcatholic-stat10.pdf. Läst 1 december 2010. Information sourced from Annuario Pontificio 2010 edition